# آتسو ناکامورا
آتسو ناکامورا (به ژاپنی (کانا): 中村敦夫، (هیراگانا): なかむら あつお؛ روماجی: Nakamura Atsuo - ناکامورا نام خانوادگی و آتسو نام است) (زادهٔ ۱۸ فوریه ۱۹۴۰) بازیگر سینما، تلویزیون و تئاتر ژاپنی است. در ایران او را بیشتر با نقش لین‌چان در سریال جنگجویان کوهستان می‌شناسند.

## بخشی از فیلم‌شناسی

### تلویزیونی
| عنوان                | سال  | در نقش           |
| -------------------- | ---- | ---------------- |
| جنگجویان کوهستان     | ۱۹۷۳ | لین‌چان           |
| فومو چیتای           | ۱۹۷۹ | سامه‌جیما تاتسوزو |
| داستان کشورهای پیروز | ۲۰۰۵ | تاکدا شینگن      |
| کایکیو (تنگنا)       | ۲۰۰۷ | یوشی تونکیچی     |
| تغییر                | ۲۰۰۸ | اونودا آسائو     |
| خورشید کورابه        | ۲۰۰۹ | اتاگاکی شیرو     |
| فومو چیتای           | ۲۰۰۹ | آکیتسو نوریتاکه  |

### سینمایی
| عنوان                                   | سال  | در نقش          |
| --------------------------------------- | ---- | --------------- |
| داستان‌های ارواح                         | ۱۹۶۴ |                 |
| سانشیرو سوگاتا                          | ۱۹۷۷ |                 |
| خانم اوجین                              | ۱۹۷۸ | سوجی یاماگامی   |
| شمشیر نینجا                             | ۱۹۸۲ | هیدیو یوشیدا    |
| ایستگاه بهشت                            | ۱۹۸۴ | ایزو هایاشیبا   |
| شودان-ساسن                              | ۱۹۹۴ |                 |
| افسانهٔ شیطان                            | ۱۹۹۶ | ماسامونه داته   |
| خاندان اینوگامی                         | ۲۰۰۶ | فوروداته بنگوشی |
| داستان عاشقانه: نا مو ناکی کوئی نو اوتا | ۲۰۰۹ |                 |

## جوایز
- ۱۹۹۵ - جایزهٔ روبان آبی بهترین بازیگر نقش دوم مرد برای فیلم شودان-ساسن
- ۱۹۹۵ - جایزهٔ ماینیچی فیلم کانکورس بهترین بازیگر نقش دوم مرد برای فیلم شودان-ساسن